# Osamu Taninaka
Osamu Taninaka (Tòquio, Japó, 24 de setembre de 1964) és un futbolista japonès retirat que va disputar tres partits amb la selecció japonesa.